# 19741 Callahan
19741 Callahan là một tiểu hành tinh vành đai chính với cận điểm quỹ đạo là 1.8584973 AU. Nó có độ lệch tâm là 0.1308822 và chu kỳ quỹ đạo là 1230.5673756 ngày (3.37 năm).
Nó là một tiểu hành tinh được phát hiện ngày 5 tháng 1 năm 2000 bởi LINEAR.
Nó được đặt theo tên Diane Callahan giám khảo vòng chung kết ở 2003 Cuộc thi khoa học trẻ kênh Discovery.